# Липофусцинска гранула
Липофусцин је назив за фине жуто-браон пигментне грануле састављене од остатака лизозомског варења који садрже липиде. Сматра се да је један од пигмената који старе или троше, који се налазе у јетри, бубрезима, срчаном мишићу, мрежњачи, надбубрежним жлездама, нервним ћелијама и ганглијским ћелијама.

## Формирање и промет
Чини се да је производ оксидације незасићених масних киселина и може бити симптом оштећења мембране или оштећења митохондрија и лизозома. Осим великог садржаја липида, познато је да липофусцин садржи шећере и метале, укључујући живу, алуминијум, гвожђе, бакар и цинк. Липофусцин се такође сматра да се састоји од оксидованих протеина (30–70%) као и липида (20–50%). То је врста липохрома и посебно је распоређена око језгра.
Акумулација материјала сличног липофусцину може бити резултат неравнотеже између механизама формирања и одлагања: таква акумулација може бити изазвана код пацова применом инхибитора протеазе (леупептин); након периода од три месеца, нивои материјала сличног липофусцину се враћају у нормалу, што указује на дејство значајног механизма за одлагање. Међутим, овај резултат је контроверзан, јер је упитно да ли је материјал изазван леупептином прави липофусцин. Постоје докази да "прави липофусцин" није разградив ин витро; да ли се то одржава ин виво током дужих временских периода није јасно.

## Повезаност са болестима
Акумулација липофусцина у оку је главни фактор ризика који је умешан у макуларну дегенерацију, дегенеративну болест, и Штаргардову болест, наследни јувенилни облик макуларне дегенерације.
У периферном нервном систему, абнормална акумулација липофусцина позната као липофусциноза је повезана са фамилијом неуродегенеративних поремећаја – неуроналним цероидним липофусцинозама, од којих је најчешћа Батенова болест.
Такође, патолошка акумулација липофусцина је укључена у Алцхајмерову болест, Паркинсонову болест, амиотрофичну латералну склерозу, одређене лизозомалне болести, акромегалију, атрофију денервације, липидну миопатију, хроничну опструктивну болест плућа, и центронуклеарну миопатију. Акумулација липофусцина у дебелом цреву је узрок стања меланоза коли.
С друге стране, акумулација липофусцина у миокарду директније одражава хронолошко старење, а не патологију срца код људи.